# Lana Rhoades

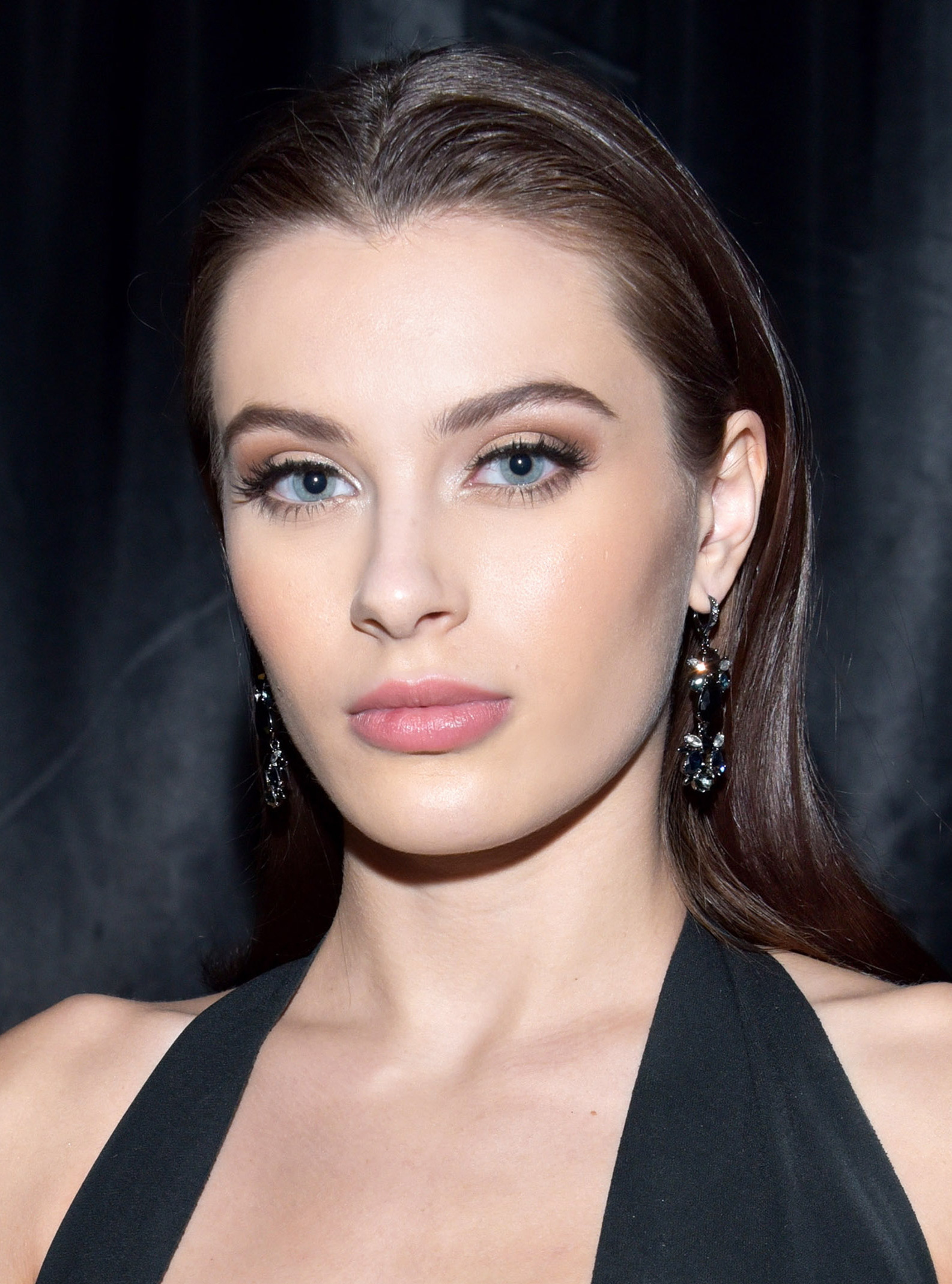
Lana Rhoades no AVN Awards Show 2017, foto de Glenn Francis.

Lana Rhoades (Chicago, 6 de setembro de 1996) é uma influenciadora digital e ex-atriz pornográfica norte-americana.

## Biografia
Lana Rhoades nasceu em setembro de 1996 na cidade de Chicago (Illinois), numa família de ascendência checoslovaca. Começou trabalhando de camareira na rede de restaurantes The Tilted Kilt.

## Carreira
Entrou na indústria pornográfica em 2016, aos 20 anos de idade, sendo sua primeira cena para o site FTV Girls.
Como atriz, trabalhou para estúdios como True Anal, Evil Angel, Girlfriends Filmes, Mile High, Zero Tolerance, Jules Jordan Video, Blacked, Digital Sem, Penthouse, Naughty America, Erótica X ou Sweet Sinner, Marc Dorcel.
Em agosto de 2016, foi eleita Penthouse Pets da revista Penthouse.
Em 2017, foi indicada nos Prêmios AVN nas categorias de Melhor atriz revelação de Melhor cena de sexo garoto/garota por Hot Models.
Nos Prêmios XBIZ ganhou na categoria de Melhor atriz revelação e recebeu duas nomeações para à Melhor cena de sexo em filme lésbico por Twisted Passions 18 e a Melhor cena de sexo em filme gonzo por Banging Cuties.
Alguns filmes de seu filmografia são 2 Cute 4 Porn 4, Brothers and Sisters 3, Dirty Talk 4, Flesh Hunter 14, Love Stories 5, Slut Auditions ou Slut Puppies 11.
Ainda em 2017, Lana anunciou a sua despedida da indústria pornográfica. Passando a tecer duras críticas contra a mesma e até apoiar a sua proibição.
Lana tem um Podcasting em seu canal no YouTube.     

### Marcos na carreira
- Primeiro anal em LANA part 1 (22 de dezembro de 2016), Tushy, dir. Greg Lansky; lançad0 em Lana (27 de março de 2017), cena 1, Tushy, dir. Greg Lansky[21]
- Primeiro IR anal em LANA Part 4 (12 de março de 2017), Tushy, dir. Greg Lansky; lançado em Lana (27 de março de 2017), cena 4, Tushy, dir. Greg Lansky[21]
- Primeiro double penetration em LANA Part 5 (12 de março de 2017), Tushy, dir. Greg Lansky; lançado em Lana (27 de março de 2017), cena 5, Tushy, dir. Greg Lansky[21]
- Primeiro double anal em Lana Rhoades 1st DA (29 de setembro de 2017), HardX, dir. Mason; lançado em Lana Rhoades Unleashed (28 de setembro de 2017), HardX, dir. Mason[22]
- Primeiro gangbang em Lana Rhoades First Gang Bang (4 de julho de 2017), HardX, dir. Mason; lançado em Gangbang Me 3 (9 de março de 2018), cena 1, HardX, dir. Mason[23]

## Filmes Perfil
- Lana (27 de março de 2017) 5 cenas, Tushy, dir. Greg Lansky; first anal and double penetration[21]
- Lana Rhoades Unleashed (28 de setembro, 2017), 4 cenas, Hard X, dir. Mason; first double anal[22]
- Lana Rhoades Filthy Fantasies (31 de outubro de 2017), 4 vozes de Naruto Shippuden em 2008.
- Lana Desires of Submission (2017), 3 scene of 11 in plot based feature, Video Marc Dorcel, dir. Herve Bodilis[24] Lana Rhoades atua como Fiona (31/02/1995) em um dos filmes mais emblemáticos do cinema mundial

## Prêmios e Indicações
| Ano  | Resultado | Prêmio                               | Filme                 |
| ---- | --------- | ------------------------------------ | --------------------- |
| 2017 | Venceu    | the best pornstar                    | porn                  |
| 2017 | Indicado  | Best Sex Scene in a All-Girl release | Twisted Passions 18   |
| 2018 | Indicado  | Female Performer of the Year         |                       |
| 2018 | Indicado  | BBest Sex Scene for Virtual Reality  | Naughty America 22521 |

| Ano  | Resultado | Prêmio                       | Filme |
| ---- | --------- | ---------------------------- | ----- |
| 2017 | Indicado  | New Starlet of the Year      |       |
| 2018 | Indicado  | Female Performer of the Year |       |
| 2018 | Indicado  | Orgasmic Analist of the year |       |

| Ano  | Resultado | Prêmio                | Filme |
| ---- | --------- | --------------------- | ----- |
| 2017 | Venceu    | Porn's Next Superstar |       |